# 中國偵探羅師福
《中国侦探罗师福》，簡稱《羅師福》，是清代小說家南風亭長所著的偵探小說。于宣统元年七月初一（1909年8月16日）开始于上海环球社的《图画日报》创刊号上连载侦探小说《中國偵探羅師福》。宣统元年十二月初六（1910年1月16日），该作品连载到第二案的第九章时，突然断更。《图画日报》的编辑称“稿未寄到，不得不暂停数日”，但第九章之后的稿件从未寄到，《罗师福》也就此没有了后文。
藏书家习斌在《晚清稀见小说鉴藏录》中提到，根据《图画日报》上刊载的广告所言，本作品曾出版过单行本，但是否确有其书、是否完整包含第二案，至今未能查阅到任何实证。

## 內容
“罗师福”是小说中名侦探的名字，这个名字“取师事福尔摩斯之意”，可看做是对柯南·道尔的一种致敬。
整部作品包含两个案件。第一案共有十三章，在这个故事中，纨绔子弟黄本立在与情人对酌时忽然神秘死亡，名侦探罗师福则采用先进的科学技术和推理方式找到了真正的凶手。第二案并未完成，现存共九章，在这个故事中，贵族毕剑秋暴毙，而前来吊唁的罗师福却发现这是一起谋杀，于是展开了调查，而这一案的真相恐怕是一个永远的谜团了。

## 歷史價值
这部未完成的作品，在中国早期的白话文侦探小说中具有很高的历史价值，因为它时代最早，篇幅也最长。在同时期的侦探小说中，除了周桂笙以“吉”为笔名，于1907年4月27日发表在《月月小说》上的《上海侦探案》之外，几乎都是用文言文创作的。即使是程小青在1916年的作品《灯光人影》也依然是一篇文言文作品。同时，《罗师福》现存篇幅足有八万字，这种长度在同时期的作品中也很罕见。
但这部作品在当时并没有受到广泛讨论，只有侦探小说家朱𦐂曾于《谈谈侦探小说家的作品》（1926年）一文中提到：“我初次见的侦探小说，是刊在《图画日报》上，‘南亭亭长李伯元’先生撰的《罗斯福•第一案》。”可惜记错了小说的名字，更是将作者记成了别号南亭亭长的李伯元。
《罗师福》一书，在中国传统公案小说的基础上，引入了现代小说的写作手法，以及当时先进的科学技术与推理方式。这部作品可以视为中国的传统公案小说逐渐发展成现代侦探小说的过渡产物。